# Bitva na řece Rimnik
Bitva na řece Rimnik (rusky Сражение при Рымнике) proběhla na území Rumunska na řece Rimnik v době rusko-turecké války dne 11. (22.) srpna 1789.

## Průběh bitvy
Turecký hlavní velitel vezír Jusuf-paša zaměstnal demonstrativními manévry hlavní síly ruské armády u města Izmajil. Poté zaútočil svou hlavní silou (100 000, převážně jezdectvo) na jednotku ruského spojence prince Koburského (18 000) v oblasti Fokšan. Jakmile zprávu o tomto útoku obdržel Suvorov, jež velel spojeným rakousko-ruským silám, rozhodl se přejít do protiútoku. Po čtrnáctikilometrovém nočním pochodu nečekaně zaútočil na první turecký tábor. Přestože museli odrážet útoky turecké jízdy, podařilo se jim obsadit tři turecké tábory, načež se Turci dali na útěk.

## Důsledky
Ztráty spojenců činily 700 lidí, zatímco u Turků to bylo 6000 až 20 000 mrtvých a raněných, dělostřelectvo a vozatajstvo. Suvorov za vítězství obdržel titul gróf Rimnický.